# Col·lagen, tipus XII, alfa 1
El col·lagen, tipus XII, alfa 1 és una proteïna que en els humans està codificada pel gen COL12A1.
Aquest gen codifica la cadena alfa del col·lagen tipus XII, un membre de la família FACIT (fibril-associated collagens with interrupted triple helices) del col·lagen. El col·lagen de tipus XII és un homotrímer que es troba en associació amb el col·lagen de tipus I, una associació que es creu que modifica les interaccions entre les fibril·les del col·lagen tipus I i la matriu que l'envolta. S'han identificat variants del transcrit, codificant diferents isoformes.